# Il mondo nuovo (Il Teatro degli Orrori)
Il mondo nuovo è il terzo album della band italiana Il Teatro degli Orrori, pubblicato dall'etichetta indipendente La Tempesta e distribuito dalla Universal il 31 gennaio 2012.
Il disco debutta alla decima posizione nella classifica ufficiale italiana FIMI.
È finalista del Premio Tenco 2012 nella categoria "Album dell'anno".

## Descrizione
Il titolo dell'album omaggia l'opera Il mondo nuovo di Aldous Huxley. Il disco si presenta come un concept album sull'immigrazione e inizialmente presentava il titolo Storie di un immigrato (in riferimento a Storia di un impiegato di Fabrizio De André).
La copertina dell'album si intitola Face Cancel, opera di Roberto Coda Zabetta.
Il disco è stato registrato a Lari (provincia di Pisa). Il 22 luglio 2011 Giulio Favero annuncia che il gruppo sta iniziando le registrazioni per il terzo album nella sua formazione originaria. Presso il SAM Recording Studio di Mirco Mencacci, i tre componenti della band iniziano le riprese delle sedici tracce che compongono il disco, che saranno impreziosite dal successivo contributo di numerosi artisti, tra cui Caparezza, Appino e gli Aucan.
La data di pubblicazione del disco viene annunciata il 25 novembre seguente. Le parti di batteria sono state affinate da Franz Valente presso La Sauna Studio di Varese, luogo in cui viene effettuata la post-produzione finale (ad eccezione del brano Nicolaj, missato alle Officine Meccaniche di Milano). Il disco è stato masterizzato da Matt Colton presso l'Air Studio di Londra tra il 7 e l'8 dicembre.
L'album è stato pubblicato da La Tempesta Dischi con distribuzione Universal (nell'edizione in vinile Il mondo nuovo è etichettato La Tempesta/Tannen Records con distribuzione Audioglobe) e ha debuttato alla posizione numero 10 della classifica ufficiale di vendita FIMI.
Il primo singolo estratto dal disco è Io cerco te (videoclip diretto da Mauro Lovisetto), seguito da Non vedo l'ora (video di Giulio Ragno Favero) e Cuore d'oceano (video di Chiara Feriani e Roberto D'Ippolito).

## I brani
- Rivendico è una canzone d'amore nei confronti della patria.
- Io cerco te è un brano con più chiavi di lettura e anche con più piani di scrittura.
- Non vedo l'ora rappresenta la speranza di chi parte dal proprio Paese per raggiungere la meta desiderata. Può essere interpretata anche questa come una canzone d'amore.
- Skopje è dedicata proprio ai nativi Skopje, capitale della Macedonia del Nord, che lavorano a Marghera (città di Capovilla) o comunque che vengono sfruttati.
- Gli Stati uniti d'Africa è una grande utopia nutrita dall'idea di volere un'Africa unita.
- Cleveland-Baghdad narra la storia di un soldato statunitense e del suo particolare percorso.
- Martino descrive una storia di violenza poliziesca, ispirata dalla poesia Il compagno di Sergej Aleksandrovič Esenin.
- Cuore d'oceano (testo di Caparezza) parla di un ragazzo africano nel suo viaggio di deportazione verso il Nord America.
- Ion è dedicato a Ion Cazacu, operaio rumeno ucciso col fuoco nel 2000 a Gallarate; l'imprenditore, capo dell'azienda in cui lavorava Ion, lo ha ucciso dopo che questo si era ribellato alle disumane condizioni di lavoro a cui era sottoposto, insieme ai suoi compagni. Pierpaolo Capovilla ha chiesto alla vedova Nicoleta Cazacu l'autorizzazione per poter pubblicare il brano[9][10][11].
- Monica ha come protagonista Ahmed, ragazzo nord-africano che muore in carcere dimenticato da tutti, autorità in primis.
- Pablo è un brano tratto da Viaggio al termine della notte di Louis-Ferdinand Céline, in particolare dalla storia di Alcide: un militare francese di stanza in Africa che sacrifica i propri risparmi per una nipotina che neanche conosce. Questa storia si incastra con dei versi di Sergej Stratanovskij.
- Nicolaj parla di un immigrato morto sul lavoro, narrata dal punto di vista di sua moglie, che, distrutta dal dolore, medita il suicidio.
- Dimmi addio è una canzone autobiografica sull'amicizia.
- Doris è una versione rivisitata (non completamente una cover) dell'omonimo brano degli Shellac, sia musicalmente che testualmente[12].
- Adrian è un sicario rumeno, che vuole tutto a qualsiasi costo, e finisce ucciso dai suoi stessi mandanti. Il testo di questo brano è stato scritto a quattro mani da Pierpaolo Capovilla e Marco Catone[13].
- Vivere e morire a Treviso parla della solitudine degli anziani, della loro vita monotona e spesso resa ancora più dura dalla miseria della pensione.

## Promozione
Il 21 dicembre 2011 sono stati pubblicati in anteprima sul sito di Rockit la tracklist e la copertina dell'album. Il brano Io cerco te ha anticipato l'uscita dell'album ed è uscito il 2 gennaio 2012, accompagnato da un video diretto da Mauro Lovisetto (già regista di Compagna Teresa e La canzone di Tom).

## Tracce
1. Rivendico – 4:16
2. Io cerco te – 3:37
3. Non vedo l'ora – 3:09
4. Skopje – 4:33
5. Gli Stati Uniti d'Africa – 3:30
6. Cleveland – Baghdad – 5:10
7. Martino – 4:37
8. Cuore d'oceano (feat. Caparezza) – 4:55
9. Ion – 3:11
10. Monica – 4:47
11. Pablo – 4:20
12. Nicolaj – 6:42
13. Dimmi addio – 3:53
14. Doris – 5:25
15. Adrian – 7:28
16. Vivere e morire a Treviso – 4:43

## Classifiche FIMI

### Andamento nella classifica FIMI
| Posizione | 10 |

## Formazione

### Gruppo
- Pierpaolo Capovilla - voce
- Gionata Mirai - chitarra
- Giulio Favero - basso, chitarra, tastiere
- Francesco Valente - batteria

Altri musicisti
- Rodrigo D'Erasmo - archi[14]
- Caparezza - voce e testo in Cuore d'oceano[14][15]
- Andrea Appino (Zen Circus) - chitarra in Io cerco te[14][15]
- Aucan - tastiere in Cuore d'oceano[14][15]
- Egle Sommacal (Massimo Volume) - chitarra in Doris[14]
- Mirco Mencacci - sonorizzazione in Adrian[15][16]
- Annapaola Martin - voce in Io cerco te[15][16]
- Mara Haregu Pagani - voce in Gli Stati Uniti d'Africa[15][16]
- Marco Catone - testo in Adrian[13][16]
- Fabio Rondanini - batteria in Pablo[15][16]
- Richard Tiso - basso in Nicolaj[15][16]
- Carlo Garofalo - percussioni in Nicolaj[15][16]
- Stefano Pilia (Massimo Volume) - chitarra in Pablo[15]
- Alfonso Santimone - in Vivere e Morire a Treviso[15]

### Assistenti in studio
- Matt Colton - masterizzazione presso l'Air Mastering Studio di Londra
- Marco Gorini - assistente di registrazione
- Andrea Ciacchini - assistente di registrazione
- Andrea Cajelli - assistente di registrazione